# إوين ماكوين
إوين ماكوين (بالإنجليزية: Eoin McKeown)‏ هو لاعب كرة قدم بريطاني في مركز الهجوم، ولد في 5 نوفمبر 1998 في وستمنستر في المملكة المتحدة. لعب مع كولتشستر يونايتد.

## وصلات خارجية
- إوين ماكوين على موقع قاعدة بيانات كرة القدم.إي يو (الإنجليزية)
- إوين ماكوين على موقع Soccerbase.com (لاعب) (الإنجليزية)
- إوين ماكوين على موقع Soccerway.com (الإنجليزية)